# Де Хан, Якоб Исраэль

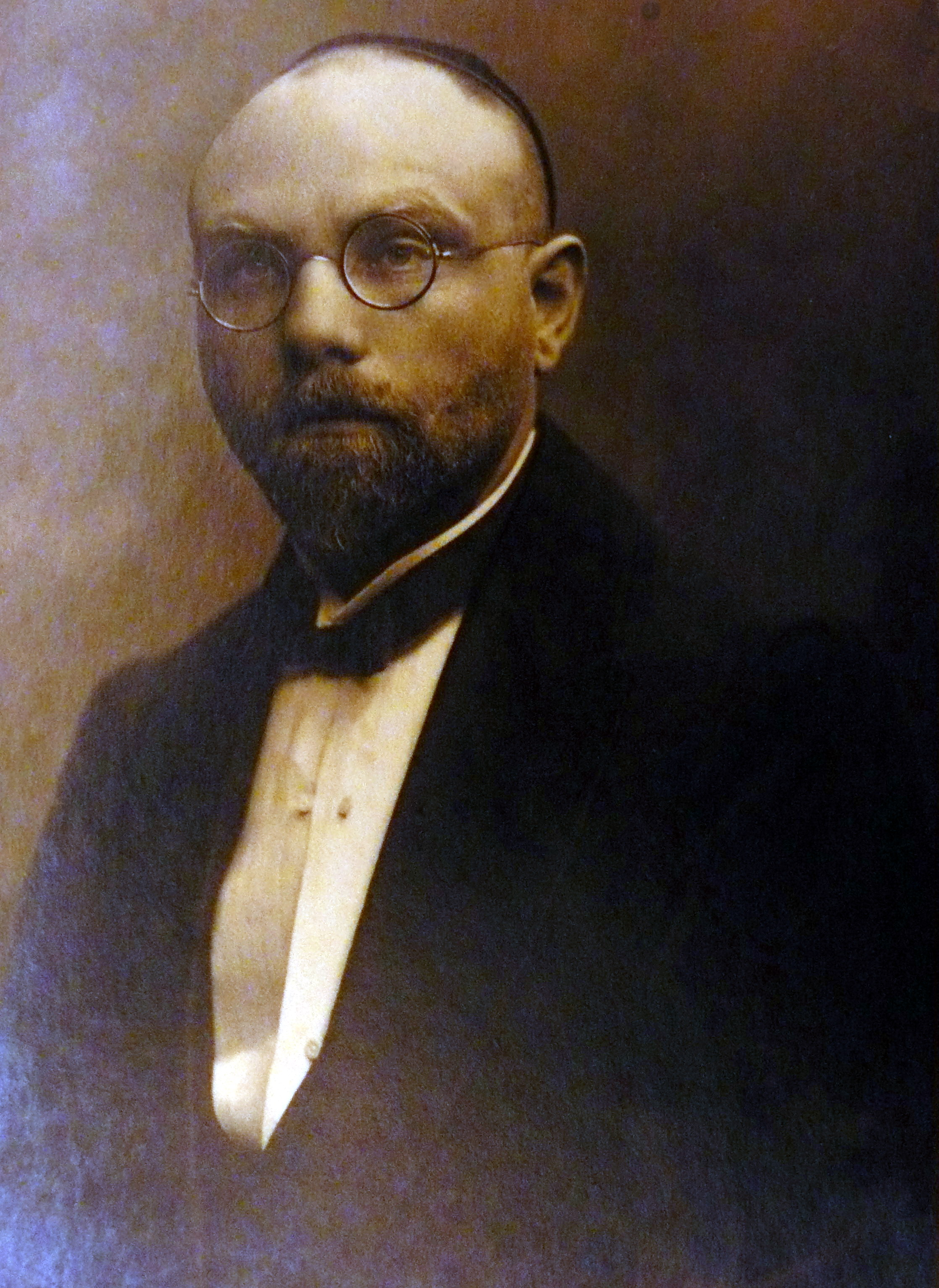

Якоб Исраэль де Хан (нидерл. Jacob Israël de Haan; 31 декабря 1881, Клостервейн, Дренте — 30 июня 1924, Иерусалим) — еврейский политический деятель в подмандатной Палестине, уроженец Нидерландов. Также был широко известен на родине как журналист и поэт.

## Детство и юность
Якоб Исраэль де Хан родился в Клоостервейне, деревне в провинции Дренте, и вырос в Зандаме. Он был младшим из восьми детей и получил традиционное еврейское образование. Его отец, Ицхак Ха-Леви де Хан, был синагогальным кантором.
Сестра Якоба де Хана была писательницей, писавшей в основном под псевдонимом «Керри ван Брюгген».
В период между 1903 и 1909 годами де Хан изучал право и работал преподавателем. В эти годы он писал в социалистические журналы и переписывался со знаменитым голландским писателем того времени Фредериком ван Эденом.
Начиная с 1901 года жил в Амстердаме, где написал повесть Pijpelijntjes (1904), названную в честь рабочего квартала нидерл. De Pijp. В этой повести сильно прослеживались гомоэротические мотивы. Эта книга вызвала острые общественные противоречия и возмущение. В связи с этим де Хан был вынужден покинуть отвергнувшие его социал-демократические круги. Он женился на Йохане фон Марсвин в 1907 году (приняв христианство), однако этот брак, по всей вероятности, был платоническим. Они разошлись в 1919 году, хотя никогда официально не разводились.

## Интерес к иудаизму и прибытие в Иерусалим
Приблизительно в 1910 году де Хан начал интересоваться иудаизмом, Израилем и сионизмом. По всей вероятности, причиной пробуждения этого интереса послужило тюремное заключение многих евреев-революционеров в царской России и его дипломатические усилия по их освобождению. Де Хан поехал в Россию с рекомендательным письмом королевы Нидерландов Вильгельмины, и сумел «выторговать» у царя некоторое смягчение условий заключения евреев. Его дипломатическая работа в пользу улучшения положения российских евреев продолжалась 2 года и сделала его большим знатоком антисемитизма.
После первой мировой войны де Хан переселился в Палестину полный желания содействовать воплощению сионистских идей. Первые годы в Палестине работал корреспондентом амстердамской газеты «Алгемеен ханделсблад» и лондонской «Дейли экспресс». В это же время познакомился в Иерусалиме с другим известным еврейским диссидентом и политиком Леопольдом Вайсом (Мухаммедом Асадом), с которым делится своими сомнениями в отношении сионизма.
Разочаровавшись в сионистском движении, де Хан познакомился с Равом Йосефом Хаимом Зоненфельдом, лидером антисионистски настроенной части старого ишува, и стал его секретарём. Благодаря своим общественным связям Де Хан смог установить контакты с Лигой Наций и эмиром Трансиордании Абдаллой ибн Хусейном.
Де Хан пытался заключить с арабами и англичанами от имени Эда Харедит договоренности в обход сионистов, не признавая их руководства. Его деятельность вскоре вызвала недоумение, а затем угрозы сионистов, но Де Хан наотрез отказался её прекратить. В ночь с 30 июня на 1 июля 1924 года он был застрелен на пороге синагоги больницы «Шаарей-Цедек» в Иерусалиме.
Ответственность за убийство лежит на активисте еврейского сионистского подпольного движения «Хагана» Аврааме Техоми, существуют версии о причастности к убийству высшего руководства Хаганы.